# Pajacuarán
Pajacuarán är en kommunhuvudort i Mexiko.   Den ligger i kommunen Pajacuarán och delstaten Michoacán de Ocampo, i den centrala delen av landet, 400 km väster om huvudstaden Mexico City. Pajacuarán ligger 1 528 meter över havet och antalet invånare är 9 611.
Terrängen runt Pajacuarán är kuperad söderut, men norrut är den platt. Runt Pajacuarán är det ganska tätbefolkat, med 60 invånare per kvadratkilometer. Närmaste större samhälle är Sahuayo de Morelos, 17,0 km väster om Pajacuarán. I omgivningarna runt Pajacuarán växer huvudsakligen savannskog.